# Süleyman Demirel
Sami Süleyman Gündoğdu Demirel (Isparta, 1º novembre 1924 – Ankara, 17 giugno 2015) è stato un politico turco.

## Biografia
È stato più volte Primo Ministro della Turchia e Presidente della Repubblica dal 16 maggio 1993 al 16 maggio 2000.
Il 15 febbraio 1956 è stato iniziato in massoneria nella Loggia "Bilgi" di Ankara, appartenente alla Gran Loggia di Turchia.. Quando nel 1964 la sua candidatura alla presidenza del Consiglio fu messa in pericolo perché i suoi avversari conservatori denunciavano come anti-turca la sua appartenenza massonica, il Gran maestro aggiunto della Gran Loggia di Turchia, Necdet Egeraan, non ha esitato ad attestare in un documento che egli non era membro della massoneria.